# Остринский сельсовет
Остринский сельсовет (бел. Астрынскі сельсавет) — административная единица на территории Щучинского района Гродненской области Белоруссии. Административный центр — городской посёлок Острино (не входит в состав сельсовета). Население — 1050 человек (2009).

## История
Сельсовет создан 12 октября 1940 года в составе Василишковского района Барановичской области БССР. С 20 сентября 1944 года — в составе Гродненской области. 16 июля 1954 года в состав сельсовета вошла территория упразднённого Березовского сельсовета. С 20 января 1960 года — в составе Щучинского района. 25 февраля 1961 года сельсовет был упразднён, территория вошла в состав Остринского поссовета. 14 февраля 1974 года в состав поссовета вошла территория упразднённого Нарошского сельсовета. В 1986 году были упразднены хутора Кривцы и Масевня.
26 февраля 2013 года поссовет реорганизован в сельсовет. 13 сентября 2013 года в состав сельсовета включены 41 населённый пункт упразднённого Новодворского сельсовета. В 2018 году упразднены хутора Квитевцы, Лычковцы, Остапишки.

## Состав
Остринский сельсовет включает 70 населённых пунктов:
- Бараниха — хутор.
- Берестовица — деревня.
- Бершты — деревня.
- Большие Березовцы — деревня.
- Боровые — деревня.
- Будовля — деревня.
- Вамперщина — деревня.
- Голдишки — деревня.
- Голевцы — деревня.
- Громки — деревня.
- Домейки — деревня.
- Заболотье — деревня.
- Задворяни — деревня.
- Зиняки — деревня.
- Зобие — деревня.
- Казаки — деревня.
- Карпановцы — деревня.
- Кирпичевщина — деревня.
- Кобровцы — деревня.
- Красное — деревня.
- Кулевцы — деревня.
- Кульбачино — деревня.
- Куриловцы — деревня.
- Куцый Лес — деревня.
- Лентишки — деревня.
- Лейки — деревня.
- Лойбишка — хутор.
- Ляховцы — деревня.
- Малые Березовцы — деревня.
- Малюковцы — деревня.
- Микулишки — деревня.
- Нароши — деревня.
- Новый Двор — агрогородок.
- Обруб — деревня.
- Оленищевка — деревня.
- Олишковцы — деревня.
- Орлова Гора — деревня.
- Ошурки — деревня.
- Пелевцы — деревня.
- Пески — деревня.
- Пиловня — деревня.
- Подбершты — деревня.
- Прибытковщина — деревня.
- Прудяны — деревня.
- Ревятичи — деревня.
- Ритолевщина — деревня.
- Роганичи — деревня.
- Родевичи — деревня.
- Рыбаки — деревня.
- Рынковцы — деревня.
- Савичи — деревня.
- Синятевка — деревня.
- Смолиха — деревня.
- Соснобор — деревня.
- Сосновый Бор — деревня.
- Ставровцы — деревня.
- Сырни — деревня.
- Таневичи — деревня.
- Углы — деревня.
- Филевичи — деревня.
- Филиповцы — деревня.
- Чернявка — деревня.
- Шемяки — хутор.
- Шестаки — деревня.
- Шоркино — деревня.
- Щенец — деревня.
- Юровка — деревня.
- Якубовичи — деревня.
- Ясная Поляна — деревня.
- Яхновичи — деревня.

## Население
Согласно переписи 2009 года на территории сельсовета проживало 1050 человек, среди которых 63,6 % — белорусы, 30,0 % — поляки, 5,5 % — русские.

## Культура
- Историко-краеведческий музей «Родная сторонка» в агрогородке Новый Двор

## Достопримечательность
- Церковь Святой Параскевы Пятницы в деревне Бершты